# Dulce Pontes
Dulce Pontesová (portugalsky Dulce Pontes, * 8. května 1969, Montijo, Distrikt Lisabon) je portugalská zpěvačka hudebního stylu fado a hudební skladatelka.
Od 7 do 16 let byla její učitelkou klavíru Ligia Serra. Dulce Pontesová pomohla oživit tradiční portugalskou lidovou hudbu fado a je známa rovněž svojí spoluprací s italským skladatelem filmové hudby Ennio Morriconem. Je matkou syna José Gabriela, který se narodil v roce 2002.